# Małgorzata Olejnik
Małgorzata Dorota Olejnik (Kielce; 3 de Junho de 1966 — ) é uma política da Polónia. Ela foi eleita para a Sejm em 25 de Setembro de 2005 com 12398 votos em 33 no distrito de Kielce, candidato pelas listas do partido Samoobrona Rzeczpospolitej Polskiej.